# Anacroneuria aethiops
Anacroneuria aethiops är en bäcksländeart som först beskrevs av Walker 1852.  Anacroneuria aethiops ingår i släktet Anacroneuria och familjen jättebäcksländor. Inga underarter finns listade i Catalogue of Life.